# Любанская наступательная операция
Люба́нская наступа́тельная опера́ция или Битва за Волхов (нем. Wolchow-Schlacht) — наступательная операция войск Волховского и Ленинградского фронтов в период блокады Ленинграда, проводившаяся 7 января — 30 апреля 1942 года. Любанской операции предшествовала Тихвинская наступательная операция (операция, впоследствии получившая название Любанской, явилась прямым продолжением Тихвинской наступательной операции).
Боевые действия сторонами в ходе операции велись на сравнительно небольшом участке Ленинградской области (в настоящее время частично Новгородской области), ограниченном с востока рекой Волхов. От Волхова граница операции начиная с южного фланга в конечном итоге проходила приблизительно от деревни Любцы на запад от реки, минуя населённые пункты Глухая Кересть, Пятилипы, Волосково, затем поворачивала на север минуя Донец, Остров, Еглино, затем на восток до Вороньего Острова, и затем ломаной линией спускалась на юго-восток через Апраксин Бор, Кривино, Приютино, возвращаясь практически вновь к Любцам. Таким образом, основные события операции разворачивались практически в «мешке», с небольшой горловиной у Мясного Бора. Оттуда на север линия фронта проходила по реке Волхов (за небольшими отклонениями в виде немецких плацдармов на восточном берегу и советских — на западном), и в обход Киришей — где в частности был один из немецких плацдармов — с востока, выходила на железнодорожную ветку Кириши — Мга, где советские войска также осуществили небольшое вклинение между станциями Погостье и Посадников Остров.
Операция проводилась с 7 января по 30 апреля 1942 года. Дата начала операции определена по началу активного, сравнительно массированного, наступления с форсированием Волхова и с плацдармов, к тому времени уже захваченных на западном берегу реки. При этом, 54-я армия перешла в наступление уже 4 января и для неё Тихвинская наступательная операция безо всякой перегруппировки перешла в Любанскую.
Следующей операцией в том же районе со стороны советских войск стала проведённая в мае-июле 1942 года Операция по выводу из окружения 2-й ударной армии.

## Планы сторон

### Планы советского командования

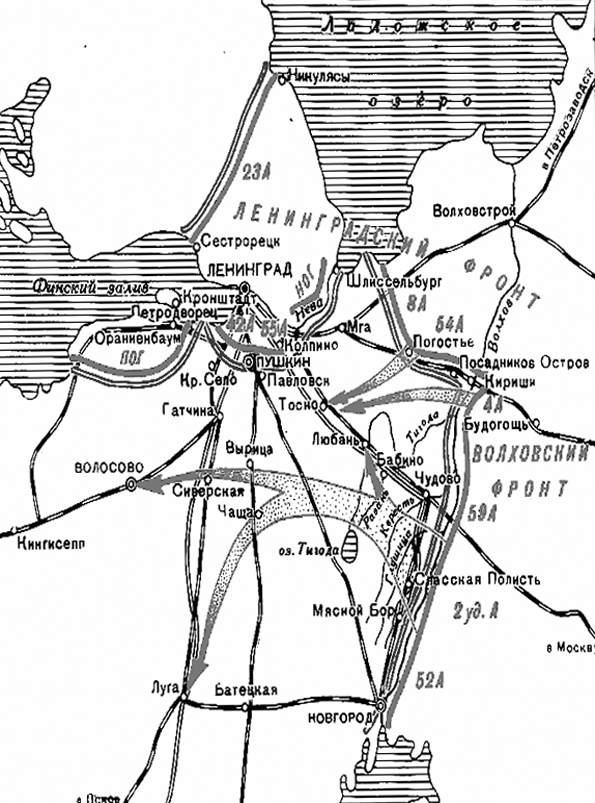
План операции согласно Директиве ВГК от 17 декабря 1941 года

План широкомасштабных действий Красной Армии в районе к юго-востоку от Ленинграда был доложен Б. М. Шапошниковым на расширенном заседании Ставки 12 декабря 1941 года. 17 декабря этот план воплотился в директивах Ставки Верховного Главнокомандования № 005826 для вновь созданного Волховского фронта и № 005822 для Ленинградского фронта, на который, исключая 54-ю армию, возлагались исключительно вспомогательные функции.
Путем встречного наступления Волховского и Ленинградского фронтов Ставка планировала прорыв блокады Ленинграда, освобождение Новгорода, уничтожение всех немецких войск восточнее Ленинграда, а в перспективе — окружение и разгром всей группы армий «Север». Линия фронта по замыслу операции должна была быть стабилизирована на рубеже, правый край которого упирался бы в Финский залив, а левый (судя по задачам, которые ставились перед 52-й армией) выйти в район Сольцов вместе с Северо-Западным фронтом. Фактически речь шла о восстановлении линии фронта на начало августа 1941 года.
В этих целях Волховский фронт усиливался дополнительно двумя армиями: 59-й армией и 26-й армией, впоследствии ставшей печально известной 2-й ударной армией.
С юга на север перед армиями, выходившими к Волхову, ставились следующие задачи:
- 52-й армии: взять Новгород и наступать на Сольцы, тем самым перерезая коммуникации противника, ведущие к Волхову и способствуя в наступлении Северо-Западному фронту;
- 2-й ударной армии: наступать на станцию Чаща, разъезд Низовская с дальнейшим ударом на Лугу;
- 59-й армии: наступать на Грузино, Сиверскую, Волосово;
- 4-й армии: наступать на Кириши и затем Тосно, окружая группировку противника у Мги, а затем наступать на Красногвардейск, Ропшу;
- 54-й армии, входившей в состав Ленинградского фронта и располагавшейся к северо-востоку от реки Волхов, ставилась задача взаимодействия с 4-й армией;

При этом овладение Любанью, по названию которой впоследствии получила название и операция, было не более чем частным промежуточным этапом наступления. По некоторым сведениям (в тексте директивы пропущена дата).
Кроме того, содействие войскам Волховского фронта в этой операции должны были оказывать войска правого фланга Северо-Западного фронта.
Наступление советских войск на Волхове являлось составной частью советской стратегии начала 1942 года, заключавшейся в общем наступлении на всех фронтах, чему способствовали вполне удачно проведённые операции под Москвой, Ростовом и, как в этом случае, Тихвином, с задачей, сформулированной решением Ставки ВГК от 5 января 1942 года «гнать немецкие войска на запад без остановки, заставить их израсходовать резервы ещё до весны, когда у нас будут новые большие резервы, а у немцев их не будет, и обеспечить таким образом полный разгром гитлеровских войск в 1942 году».

### Планы командования вермахта
Ещё 23 ноября 1941 года немецкое командование определило, что задача соединения с финскими войсками на реке Свирь является задачей на 1942 год.
9 декабря 1941 года фон Лееб отдал приказ о выравнивании линии фронта, что по существу означало отвод немецких войск за Волхов, с сохранением плацдармов и организацией обороны по рубежу реки. Таким образом, на тот момент времени, немецкое командование рассчитывало провести зиму за рекой, а весной возобновить наступление на Тихвин и соединиться с финскими войсками.
Однако командование Группы армий «Север» обнаружило очевидные приготовления советских войск к наступлению, как севернее озера Ильмень, так и южнее его. Командующий группой фон Лееб предложил отвести немецкие войска с Волхова в Прибалтику. Это не согласовывалось с позицией Гитлера, который, незадолго до этого приняв на себя командование вооружёнными силами, на совещании 20 декабря сказал, что немецкие войска должны в жёсткой обороне удерживать оборонительные рубежи, а для Группы армий «Север» более того, запланировал переход в контрнаступление приблизительно через две недели после совещания, что, по-видимому, было совершенно невозможно, перешли бы советские войска в наступление или нет. Как бы то ни было, немецкое командование в любом случае рассчитывало оставить за собой оборонительные рубежи по Волхову.

## Силы сторон
Со стороны СССР в операции принимали участие четыре армии Волховского фронта: 52-я — с включённой в её состав Новгородской оперативной группой, 2-я ударная, 59-я и 4-я армии, а также 54-я армия Ленинградского фронта. Кроме того, опосредованное участие в операции принимали другие соединения Ленинградского фронта: 55-я армия, проводившая частное наступление на Красный Бор, и 8-я армия, осуществлявшая давление в районе Синявино, однако последние в историографии не рассматриваются, как задействованные в операции.
На 1 января 1942 года в Волховский фронт входили: 23 стрелковые дивизии, 8 стрелковых бригад, 1 гренадерская бригада, которая из-за нехватки стрелкового оружия была вооружена ручными гранатами, 18 отдельных лыжных батальонов, 4 кавалерийские дивизии, 1 танковая дивизия, 8 отдельных танковых бригад. Фронт превосходил противника в живой силе в 1,5 раза, в орудиях и миномётах в 1,3 раза. Но все это превосходство сводилось на нет нехваткой боеприпасов, которых имелось всего четверть боекомплекта. Кроме того, соединения 4-й и 52-й армий после тяжёлых боев насчитывали по 3,5 — 4 тысячи человек вместо штатных 10 — 12 тысяч. Лишь 2-я ударная и 59-я армии имели полный комплект личного состава. Но у них почти совсем отсутствовали прицелы для орудий, а также телефонный кабель и радиостанции, что затрудняло управление войсками.
Перед началом операции советские силы занимали следующие позиции:
- 52-я армия — по Волхову от Новгорода до Засоболье, станции Бурга, Руссы;
- 2-я ударная армия — от разграничения с 52-й армией до Наротово, Бахарихи, Ефремово;
- 59-я армия — от разграничения со 2-й ударной армией до Грузино, включая плацдарм у Грузино;
- 4-я армия — от разграничения со 59-й армией затем по Волхову, в обход плацдарма у Киришей и вновь до Волхова у деревни Холм;
- 54-я армия — от разграничения с 4-й армией до станции Погостье и далее.

С немецкой стороны в операции участвовали 18-я полевая армия и некоторые части 16-й полевой армии; воздушную поддержку оказывали части 1-го воздушного флота. C юга от Новгорода на север на начало операции советским войскам в первой линии противостояли 250-я, 126-я, 215-я, 61-я и 254-я пехотные дивизии, а от Киришей по направлению к Мге — 21-я, 11-я и 291-я пехотные дивизии.

## Ход операции

### Волховский фронт

#### Начало операции
Волховский фронт начал проведение операции 7 января 1942 года, несмотря на тот факт, что к этому времени войска не сосредоточились в полной мере (так, в 59-й армии к означенной дате успели развернуться пять дивизий, ещё три находились в пути, во 2-й ударной развернулись несколько более половины соединений), а те войска, что имелись в распоряжении 52-й армии и 4-й армии понесли потери и были изнурены предыдущими боями в ходе Тихвинской наступательной операции. Во 2-ю ударную армию не прибыла армейская артиллерия, не сосредоточилась даже та авиация, что была в наличии на фронте (118 боевых самолётов, из них подавляющее большинство истребители, не считая ещё почти сотни У-2 и Р-5), не были накоплены запасы боеприпасов. Мало того, те соединения, которые прибыли, испытывали значительный недостаток в оружии, средствах связи, транспорте, продовольствии и фураже.
Тем не менее, наступление началось во всей 150-километровой полосе фронта, и везде безуспешно, развиваясь практически по одному и тому же сценарию.
Из воспоминаний ветеранов 215-й пехотной дивизии:

Батальоны ожесточённо сражались за свои шкуры. Скрюченные от холода пехотинцы лежали в своих снежных окопах, канониры стояли у своих орудий. Час за часом проходили в высшей боевой готовности. В коротких паузах между боями ухаживали за ранеными, пополняли боеприпасы, восстанавливали порванные линии связи. Потом с криком «Ура!» приходила новая волна атакующих через широкий Волхов. МГ молотили нападающих, артиллерия и миномёты расстреливали их заградительным огнём, нападающие залегали. Но комиссары криками поднимали оставшихся в живых, те опять поднимались и бежали к западному берегу реки. На них опять обрушивался огонь. Убитых и раненых становилось все больше, они покрывали речной лед.

Из воспоминаний ветерана А. С. Доброва:

Наши тридцать замерзших человек поднялись из оврага и цепью побежали в Теремец. Руки у бойцов были сомкнуты впереди и спрятаны в рукава, а винтовки висели у них на ремнях. Мы тоже все по команде комбата: «Вперед!» бросились на лед Волхова и побежали к Теремцу. На Волхове весь снег был исчерчен полосами от пуль перекрестного огня пулемётов, образуя квадраты по 40-50 см. Такой плотный огонь не оставлял никакой надежды на выживание.

В полосе 52-й армии удалось занять небольшой плацдарм только двумя батальонами из состава 305-й стрелковой дивизии, который даже удерживался до 10 января. В полосе 2-й ударной армии вообще не удалось форсировать Волхов, при этом армия только за первые полчаса боя потеряла убитыми и ранеными около 3000 человек. Две дивизии из состава 59-й армии (376-я и 378-я) также сумели захватить небольшие плацдармы, первая оставила плацдарм севернее деревни Пертечно после нескольких дней боёв по приказу, вторая была отброшена, но 8 января вновь захватила небольшой кусок берега. 4-я армия, прочно завязшая в боях за Кириши, не достигла никаких успехов. В полосе этой армии имелись плацдармы на западном берегу Волхова в районе Лезно, захваченные в декабре 1941 года, но и с них развить наступление не удалось.
Немецкое командование эту попытку широкомасштабного наступления оценило всего лишь как разведку боем.
После вмешательства И. В. Сталина, которому К. А. Мерецков доложил о неудаче наступления, дата нового наступления была перенесена с учётом времени, необходимого для сосредоточения войск и подхода артиллерии. Был снят командующий 2-й ударной армией Г. Г. Соколов, на его место назначен Н. К. Клыков, а на освободившееся в результате переназначения Н. К. Клыкова место командующего 52-й армией был назначен В. Ф. Яковлев.

#### Форсирование Волхова, борьба за плацдармы и прорыв обороны
Наступление возобновилось 13 января 1942 года после полуторачасовой артиллерийской подготовки. «Четыре армии под сплошным пулемётным огнём, устилая Волхов трупами, рванулись к западному берегу».
4-я армия вновь атаковала Кириши и пыталась расширить свои плацдармы, но вновь безуспешно; более того, у Киришей соединения армии были отброшены назад на 1,5-2 километра и 14 января перешли к обороне.
59-я армия, в полосе которой находился плацдарм в Грузино, также была вынуждена вести бои с войсками противника за этот плацдарм и в том числе поэтому не достигла более или менее значительных успехов при форсировании реки. Неудача была обусловлена, в частности, недостаточностью артиллерийской поддержки. Так, в 59-й армии в наличии имелось только 0,25 боекомплекта.
Успех обозначился на участке 2-й ударной армии, фронт которой был достаточно насыщен артиллерией. Армия также получила авиационную поддержку. 327-я стрелковая дивизия вместе с приданным ей 44-м отдельным лыжным батальоном при поддержке 839-го гаубичного полка к вечеру 13 января полностью форсировала Волхов и закрепилась на плацдарме в районе деревень Красный посёлок, Бор, Костылево. Также, к вечеру первого дня наступления у Новой Быстрицы успеха добилась 24-я стрелковая бригада. 14 января реку на своих участках форсировали 23-я и 58-я стрелковые бригады, которые не сумели занять плацдармы в первый день наступления и сразу начали бои за опорные пункты противника, в частности, в Ямно.
Ранним утром 15 января на участке 327-й стрелковой дивизии в бой была введена 59-я стрелковая бригада, но она понесла потери на марше, утратила управление, и несколько сумев потеснить противника в направлении Мясного Бора, форсировать наступление не сумела. Вместе с ней были введены в бой ещё две бригады из второго эшелона: 22-я и 53-я. Но 327-я стрелковая дивизия оставалась главной действующей силой и 15-16 января разорвала оборону противника на стыке 126-й и 215-й пехотных дивизий, освободив деревни Бор, Костылево, Арефино и Красный Посёлок и расширив плацдарм по берегу реки. Однако в глубину наступление не развивалось, и введённые в бой стрелковые бригады были вынуждены сражаться за расширение плацдарма и опорные пункты первой линии обороны противника до начала третьей декады января.
На участке 52-я армии также удалось форсирование. В первый же день сначала 305-я, а вслед за ней 46-я и 267-я стрелковые дивизии форсировали Волхов и завязали бои за опорные пункты Горка и Лелявино. 15 января части 305-й и 46-й дивизий захватили деревню Заполье и завязали бои за деревни Лелявино и Теремец, выйдя ко второму рубежу обороны противника, а затем начали наступление на деревню Тютицы. Соседняя 267-я стрелковая дивизия в этот же день завязала бои за деревню Копцы. Перед этим рубежом обороны наступление войск 52-й армии в глубину застопорилось. Наряду с попытками прорвать оборону противника по второму рубежу, проходящему по шоссе Новгород — Чудово, войска армии расширяли плацдарм по западному берегу Волхова.
Сравнительно успешные действия 52-й и 2-й ударной армий позволили войскам 59-й армии осуществить форсирование Волхова. Четырьмя дивизиями (111-й, 372-й, 376-й, 378-й) армия форсировала реку севернее Грузино и южнее Лезно и захватила там плацдармы с целью продвижения на деревни Водосье и Пертечно и перспективой обойти Чудово с севера и северо-запада, тем самым отрезав противнику отход, но продвинуться далее не смогла. Однако на южном фланге, граничившем с войсками 2-й ударной армии, 17 января Волхов был форсирован южнее Селищенского посёлка силами двух полков 382-й стрелковой дивизии (впоследствии полки были переданы во 2-ю ударную), которые начали продвижение к Спасской Полисти. В то же время севернее Селищенского посёлка 59-я армия так и не смогла форсировать реку до конца января.
В связи с тем, что 59-я и 4-я армии существенных успехов в наступлении не имели, командование перенесло основные усилия в полосу 2-й ударной армии. Для этого полоса наступления 59-й армии была смещена южнее, а часть её соединений были переданы во 2-ю ударную армию. При этом расширился на юг фронт 4-й армии, которой стала отводиться лишь вспомогательная роль. Замысел операции кардинально изменился, сама операция стала менее масштабной. Теперь советские войска (52-я, 2-я ударная и 59-я армии) должны были прорвать оборону противника на участке южнее Чудово и почти до Новгорода, а затем наступать на Любань, тем самым отрезав все войска противника в Чудово, Киришах, в близкой перспективе — во Мге и побережье Ладоги и сняв блокаду Ленинграда.
В составе 59-й армии была создана Группа генерала Коровникова в составе 327-й стрелковой дивизии, усиленной 44-м лыжным батальоном, 59-й стрелковой бригады, усиленной 39-м и 43-м лыжными батальонами, и двух полков 382-й стрелковой дивизии с 40-м лыжным батальоном. Перед группой была поставлена задача: прорвать вторую полосу обороны, 19 января выйти на рубеж реки Полисть, 20 января пробиться к реке Кересть и взять деревни Сенная Кересть и Ольховка, а также начать наступление с севера на Спасскую Полисть. В перспективе в задачу группы входило продвижение к Любани с обеспечением северного фланга 2-й ударной армии. Однако в ходе выполнения задачи она завязла в долгих боях на рубеже дороги Новгород — Чудово в районе Трегубово — Михалево.
19 января на западный берег Волхова, в район деревни Ямно, где продолжались бои за расширение плацдарма, переправилась 366-я стрелковая дивизия, усиленная танками 160-го и 162-го батальонов. Немецкие войска оставили Ямно, и дивизия начала продвижение к Мясному Бору. Остальные войска армии также продолжали наступление и к 20 января расширили плацдарм до 25 километров по фронту и 5 километров в глубину. На плацдарм переправились часть соединений 59-й армии. 20-24 января 366-я стрелковая дивизия вела тяжелейшие бои, продвигаясь к Мясному Бору, несколько раз прорывала оборону севернее деревни и откатывалась назад под контратаками. Между тем, в 2,5 километрах южнее Мясного Бора 23-я, 24-я и 58-я стрелковые бригады вели бои за деревню Любцы. Ещё южнее пытались прорвать вторую полосу обороны части 52-й армии. 24 января Мясной Бор и Теремец-Курляндский были взяты. Таким образом прорыв главной полосы обороны состоялся.

#### Развитие наступления и образование котла
После прорыва обороны наступление в глубину развивалось быстро: если прорыв двух рубежей обороны глубиной около 10 километров занял две недели, то затем соединения 2-й ударной армии в течение пяти дней углубились на расстояние более 30 километров, до села Вдицко.
Наступление развивалось вдоль дороги, ведущей на северо-запад. Первой в прорыв вошла 59-я стрелковая бригада, которую вскоре обогнал введённый в прорыв 25 января 13-й кавалерийский корпус. Они и составили ударную передовую группу 2-й ударной армии, которая сбивала заслоны и уничтожала гарнизоны противника в крупных населённых пунктах.
Вместе с тем, советское командование отдавало себе отчёт в опасности, которую представлял собой слишком узкий коридор прорыва, поэтому одновременно с продвижением вглубь велись бои за расширение горловины прорыва как с юга, так и с севера от Мясного Бора. Они были далеко не такими успешными, как продвижение в глубину, где немецких войск было гораздо меньше. 25 января 23-я, 24-я и 58-я стрелковые бригады атаковали деревню Любцы — крупный опорный пункт южнее Мясного Бора, находящийся на стыке 2-й ударной и 52-й армии, однако бои, продолжавшиеся до 27 января оказались безуспешными. Некоторое изменение направления наступления бригад (в обход Любцов на Земтицы с целью удара с тыла) и их усиление ещё тремя (48-м, 50-м и 95-м) лыжными батальонами, принесли только частные успехи: Земтицы продолжали удерживаться противником. Бои продолжались до 4 февраля, после чего 23-я, 58-я и присоединившаяся 22-я были введены в прорыв для закрепления достигнутых ударной группой рубежей, расширения зоны прорыва и обеспечения флангов ударной группы.
Севернее Мясного Бора прорыв расширяли 22-я и 53-я стрелковые бригада, а затем 111-я и 382-я стрелковые дивизии, наступавшие на опорные пункты Любино Поле и Мостки. Уже 23 января эти населённые пункты были окружены, но бои за них велись вплоть до 12 февраля, когда наконец они были взяты, и горловина расширилась до 12 километров. В ходе операции большей ширины горловины достигнуто не было. Как писал полковник Хольман:

Очевидно, советское командование не воспринимало достаточно серьёзно немецкое сопротивление, но рассчитывало на эффективность своего удара в тылу, вместо того чтобы по обеим сторонам шоссе продвигаться на север и юг.

Соседи 2-й ударной армии не могли похвастаться успехами. 24 января в прорыв, на его южный фас, вошла 305-я стрелковая дивизия из состава 52-й армии и в этот же день усилиями дивизии 250-я пехотная дивизия была выбита из села Теремец. Тогда же 46-я стрелковая дивизия взяла Тютицы, но была впоследствии выбита из деревни. В целом, войска 52-й армии в течение конца января — февраля 1942 года атаковали участок от Подберезье до южного фаса прорыва у Мясного Бора как с востока, так и с севера, но опорные пункты Тютицы, Копцы, Крутик, Любцы, Земтицы держались — немецкое командование отдавало себе отчёт в их ценности. В конце февраля 305-я стрелковая дивизия, пройдя в коридор и углубившись в зону прорыва, прошла через Замошское болото, находящееся в тылу рубежа обороны противника по линии опорных пунктов, и, в перспективе имея продвижение к Новгороду с севера, атаковала населённый пункт Оссия. Однако к тому времени дивизия была ослаблена, и её атаки также оказались безуспешными. 52-я армия в то же самое время силами 225-й стрелковой дивизии вела бои непосредственно у Новгорода, захватив там небольшой плацдарм на Волхове.
Действовавшая севернее 59-я армия продолжала безуспешные попытки взять с юга Спасскую Полисть. К ней первой подошло соединение 2-й ударной армии — 327-я стрелковая дивизия, которая с 22 января приступила к атакам хорошо укреплённого села, однако успеха не достигла. С 1 февраля обескровленную дивизию сменили два полка 382-й стрелковой дивизии, чьи атаки в целом закончились с тем же результатом; 17 февраля они также ушли с позиций у села. В то же время на Волхове восточнее Спасской Полисти 59-я армия достигла скромных успехов: 28 января перешли в наступление между Селищенским Посёлком и Кипрово 92-я, 372-я и 377-я стрелковые дивизии. У деревни Прилуки, восточнее Спасской Полисти 377-я стрелковая дивизия прорвала оборону, но далее к Спасской Полисти с востока продвинуться не сумела. 372-я стрелковая дивизия в тяжелейших боях взяла Кипрово. Ещё севернее 25-я стрелковая бригада взяла деревню Вергежа, а 59-я стрелковая бригада — Дымно. 92-я стрелковая дивизия, прорвав оборону, сумела углубиться и, взяв деревни Овинец и Михалево, выйти ко второй полосе обороны противника севернее Спасской Полисти. Однако никакого оперативного успеха войсками армии достигнуто не было: Чудово, главная задача армии, оставалось в руках противника и не было окружено; правый фланг 2-й ударной армии также не был обеспечен.
Тем не менее, наступление от Мясного Бора на северо-запад продолжало развиваться, причём зона прорыва расширялась как в направлении наступления, так и в стороны от него: на юг и на север. 26 января 25-я кавалерийская дивизия взяла Новую Кересть в 14 километрах на северо-запад от Мясного Бора, на следующий день вместе с 23-й стрелковой бригадой — Глухую Кересть, и вместе с 57-й стрелковой бригадой — станцию Финев Луг, развив наступление и перерезав железную дорогу Новгород — Батецкая — Ленинград. 57-я стрелковая бригада затем развила наступление на юг, вдоль железной дороги, и освободила дорогу на участке до деревни Горенка. 87-я кавалерийская дивизия 27 января взяла деревню Ольховка в 6 километрах северо-западнее Спасской Полисти, а 28 января — Вдицко. В прорыв также была введена 366-я стрелковая дивизия. Войска 2-й ударной армии в течение февраля 1942 года постепенно расширяли зону прорыва в глубину, вводя через узкую горловину прорыва всё новые и новые части, при этом ширина горловины, несмотря на отчаянные бои, по существу оставалась прежней. Если наступление на северо-запад, где было немного войск противника, развивалось сравнительно удачно, то расширить занятую территорию на юг, к Новгороду, и северо-восток было тяжелее, так как противник оказывал там серьёзное сопротивление. 59-я стрелковая бригада действуя на острие наступления на северо-запад, заняв Радофинниково, 6 февраля взяла село Дубовик, а 10 февраля — сёла Большое и Малое Еглино. Это стало конечной точкой наступления на северо-запад. 23-я стрелковая бригада была к 10 февраля переброшена в район восточнее села Донец, и ввязалась там в тяжёлые бои с частями 285-й охранной дивизии, продвинувшись на расстояние около 10 километров, к 19 февраля сформировав юго-западный фронт вклинения несколько западнее и юго-западнее сёл Донец и Волосково. Между 23-й и 59-й стрелковыми бригадами заняла позиции 25-я стрелковая бригада, сформировав западную часть котла. Таким образом левый фланг армии вышел на реку Оредеж и даже в одном месте захватил плацдарм. На север продолжала продвигаться 87-я кавалерийская дивизия и с вместе 45-м, 46-м и 49-м лыжными батальонами 30 января освободила деревни Кривино и Новая, затем с 53-й стрелковой бригадой, 169-м, 170-м и 171-м лыжными батальонами — Тигодский завод и Червино. Группировка продолжила наступление на север, но упёрлась в оборону у Червинской Луки и, несмотря на пополнение в виде 25-й кавдивизии и 57-й стрелковой бригады, дальнейших успехов не имела. Таким образом, продвижение на Любань застопорилось.
Однако Ставка ВГК с таким положением дел мириться не хотела и потребовала от командования армией к 1 марта 1942 года взять Любань. С инспекцией на фронт 17 февраля прибыл К. Е. Ворошилов.
С 18 февраля группировка в виде 87-й и 25-й кавалерийских дивизий, 53-й и 57-й стрелковых бригад, усиленная лыжными батальонами, получила подкрепление в виде 80-й кавалерийской дивизии, а также39-го и 42-го лыжных батальонов. За ними следовали стрелковые части 2-й ударной армии. В результате инспекции задачи на операцию стали ещё более ограниченными: теперь войскам 2-й ударной армии и 54-й армии предписывалось наступать на Любань и соединиться там. Это нашло отражение в директивах Ставки от 26-го и 28 февраля. Именно с этого времени операция стала именоваться «Любанской».
По мнению командующего Ленинградским фронтом М. С. Хозина это по существу означало:

… отказ Ставки от своего первоначального замысла, изложенного в директиве от 17 декабря. Поняв, что для его выполнения не хватает ни сил, ни средств, Ставка предложила последовательно разгромить вначале любань-чудовскую, а затем уже мгинскую группировки. Будь такое решение принято вначале, то есть при организации операции, возможно, и исход её был бы другой.

Однако директива, которая могла бы позволить координацию действий армий двух фронтов: 2-й ударной Волховского и 54-й Ленинградского, запоздала, и в результате наступление на Любань началось только силами 2-й ударной армии.

##### Наступление на Любань
Во второй половине февраля 1942 года советское командование продолжало концентрацию сил для наступления на Любань, на пути к которой лежало село Красная Горка, расположенное на высоте. Первыми в бои за Красную горку вступили 80-я кавалерийская дивизия, 39-й и 42-й лыжные батальоны, подошедший 1100-й стрелковый полк 327-й стрелковой дивизии и рота танков 7-й гвардейской танковой бригады. Утром 19 февраля в бой вступила 254-я пехотная дивизия. 20 февраля советские войска овладели селом и продвинулись к реке Сычева. 23 февраля к реке подошли 22-я стрелковая бригада и 46-я стрелковая дивизия.
С 25 февраля советские войска продолжили наступление на Любань, но подверглись сильнейшему авиационному налёту, от которого пострадали не только войска ударной группировки, но и остававшиеся у основания прорыва части 13-го кавкорпуса. 27 февраля немецкие войска части 254-й, 225-й и переброшенной из-под Ленинграда 212-й пехотных дивизий ударом в правый фланг советской группировки восстановили прорванную в районе Красной Горки оборону, тем самым отрезав части передового отряда. Тем не менее, советские войска продолжали наступление на Любань и 28 февраля сумели выйти на юго-восточные окраины города, но контрударом были отброшены на три километра. Остатки 80-й кавдивизии, 1100-го полка и лыжных батальонов, подвергаясь постоянному обстрелу и артиллерийскому огню, вели бои в окружении до 8 марта и в ночь на 9 марта вырвались из окружения, уничтожив остававшееся тяжёлое вооружение. 14 марта ценой тяжёлых потерь Красная Горка была вновь взята, но продолжить наступление 2-я ударная армия уже не была способна.
В то время, как захлебнулось наступление 2-й ударной армии, в наступление перешла 54-я армия. Она также сумела прорвать оборону и приблизиться к Любани, взяв ряд опорных деревень. Однако отсутствие координации в действиях армий не позволило достичь оперативного успеха.
9 марта Сталин послал с инспекцией на Волховский фронт Г. М. Маленкова. Вместе с Маленковым на усиление командования 2-й ударной армией был прислан генерал А. А. Власов, к которому Сталин испытывал особое доверие. С инспекцией на Волховский фронт прибыли также К. Е. Ворошилов А. А. Новиков, А. Е. Голованов, С. И. Руденко.
2 марта на совещании у Гитлера было принято решение о переходе в наступление на Волхове до 7 марта. Ко второй половине февраля 1942 года котёл, в котором впоследствии была уничтожена 2-я ударная армия, практически сложился. Имелась узкая горловина прорыва, после прохождения которой территория, занятая советскими войсками, распространялась на запад, север и в меньшей степени на юг. Особенно угрожающим было положение с северной горловины прорыва. Благодаря тому, что немецкие войска прочно удерживали Спасскую Полисть и цепь опорных пунктов по дороге на север от неё, образовался так называемый «Ванделевский язык» — узкое (до 20 километров, местами в 3 — 4 километра в ширину) и длинное (до 40 километров) вклинение в советские позиции с севера на юг, где в полуокружении находились части 20-й моторизованной, 121-й и 212-й пехотных дивизий, под командованием генерала артиллерии Мартина Ванделя. С востока полосу опорных пунктов безуспешно атаковали части 59-й армии. С юга, заканчиваясь в Спасской Полисти, располагалась собственно горловина прорыва. С запада уже с конца января 1942 года была занятая войсками 2-й ударной армии территория.
Боевые действия войсками 2-й ударной армии велись не только в направлении непосредственно на Любань. Так, 191-я стрелковая дивизия была задействована в так называемой Померанской операции, целью которой было овладение станцией Померанье юго-восточнее Любани, организация прочной круговой обороны и прекращение движения противника по шоссе и железной дороге Чудово — Ленинград. Эта операция, проводимая с 21-го по 27 февраля, окончилась практически полным разгромом дивизии, и опять же за счёт воздействия артиллерии и окружения.
В начале февраля 1942 года советское командование предприняло ещё одну попытку срезания «ванделевского языка»: на его западный фас в прорыв была введена 4-я гвардейская стрелковая дивизия, переданная из 4-й армии, и она вместе со 172-м лыжным батальоном (этот из 52-й армии, и переброшенной 24-й стрелковой бригадой приступила к атакам рубежа обороны противника «с тыла», с запада, тогда как этот же рубеж с фронта атаковала 59-я армия. Все попытки оказались безуспешными. В полосу 4-й гвардейской была переброшена 267-я стрелковая дивизия (её позиции на южной горловине коридора у Любцов и Копцов заняла заимствованная в 4-й армии 65-я стрелковая дивизия), и с 25 февраля дивизия сумела несколько вклиниться в позиции противника, обойдя Спасскую Полисть с севера, и завязала бои за деревни Трегубово и Приютино, которые продолжались с 3-го по 15 марта. На место 267-й дивизии была поставлена 377-я стрелковая дивизия, но и она успеха не достигла. С 11 марта выступ срезает с запада и 378-я стрелковая дивизия, и тоже безрезультатно — срезать «язык», который сыграл свою роль в последующем окружении, так и не удалось.
В целом, в течение февраля — первой половины марта 1942 года по всему периметру прорыва 2-й ударной армии и в зоне действия 52-й и 59-й армий продолжались бои за опорные пункты: советские войска, испытывая недостаток в снабжении (особенно внутри зоны прорыва) отчаянно штурмовали их, пытаясь осуществить прорыв, немецкие же войска так же отчаянно оборонялись, осознавая ценность опорных пунктов, удачно маневрируя и осуществляя авиационную и артиллерийскую поддержку. Наступающим нигде не удалось добиться каких-либо значимых успехов.

#### Окружение и окончание операции
Дождавшись погоды, при которой было возможно задействовать авиацию, 15 марта 1942 года немецкие войска приступили к окружению войск 2-й ударной. Первой с рубежа севернее Тютиц и Копцов, с южной части горловины атаковала подошедшая 58-я пехотная дивизия, которая сумела в первый день отбросить части 225-й стрелковой дивизии. К 58-й пехотной дивизии присоединились 81-я и 126-я дивизии. Советские войска — 225-я, 65-я, 305-я стрелковые дивизии ожесточённо оборонялись, постоянно контратакуя противника, что отметил и Франц Гальдер в своём дневнике. С северной части горловины, с «ванделевского языка», из района несколько западнее Спасской Полисти атаковали полицейская дивизия СС, 215-я пехотная дивизия и два легиона СС: голландский — «Недерланд» и бельгийский — «Фландрия». На этом участке держала оборону только 372-я и два отряда бойцов 305-й стрелковой дивизии, а также отряды, собранные с ближайших тылов. 376-я стрелковая дивизия, начавшая переброску в район Мясного Бора, опоздала, и 19 марта в 16:45, северная и южная группы 18-й армии соединились, окружив 2-ю ударную армию в четырёх километрах от Мясного Бора, между реками Полисть и Глушица.
Несмотря на то, что силами 372-й стрелковой дивизии, 24-й и 53-й стрелковых бригад, наступавших с востока, с внешней части кольца, и частей 4-й и 24-й гвардейских стрелковых дивизий с танками 7-й гвардейской танковой бригады изнутри, кольцо было прорвано, оно в тот же день вновь замкнулось.
До 22 марта 1942 года немецкие войска вели бои за расширение зоны прорыва, в основном в южной части, где сражалась 65-я стрелковая дивизия. 23 марта ударная группа в составе 1218-го стрелкового полка 19-й гвардейской дивизии, 1256-го стрелкового полка 378-й стрелковой дивизии, сапёров 4-го инженерного батальона, усиленная двумя танками КВ и шестью танками Т-34, пошла в атаку и пробила кольцо до реки Полисть. На следующий день в наступление перешла 376-я стрелковая дивизия с танками 193-го батальона, которые сумели прорвать позиции эсэсовцев и соединиться с войсками 2-й ударной армии, однако вскоре коридор вновь был ликвидирован.
25 марта 376-я, 372-я, 65-я дивизии вновь поднялись в атаку и вновь пробили коридор шириной до полукилометра, но на следующий день противник снова закрыл горловину.
К боям были привлечены части 305-й дивизии, а с внутреннего фронта — 382-я стрелковая дивизия. В течение двух дней велись тяжелейшие для обеих сторон бои, и 28 марта был пробит коридор шириной до 800 метров. К 30 марта советские войска окончательно закрепились в коридоре, расширив его до 2,5 километра ко 2 апреля. Бои за коридор продолжались до 8 апреля — лишь тогда в Ставку поступил доклад о том, что коммуникации 2-й ударной армии свободны. Ширина коридора к тому времени составляла около 4 километров.
Между тем, в течение второй половины марта — начала апреля 1942 года войска 2-й ударной армии, находящиеся в котле, не прекращали боёв по периметру. Так, тяжёлые бои с 23 марта вела 23-я стрелковая бригада на юго-западе мешка, в районе деревни Никулино, где немецкие войска предприняли наступление с целью рассечения 2-й ударной армии. Более того, в условиях совершенно недостаточного снабжения и весенней распутицы, особенно ярко проявлявшейся в болотистой местности, 3-5 апреля 2-я ударная армия вновь предприняла отчаянное наступление на Любань через Апраксин Бор, но после прорыва первой полосы обороны наступление захлебнулось.
После неудачи апрельского наступления последовали кадровые перестановки. Н. К. Клыков был освобождён от командования армией, и её возглавил прилетевший с инспекцией заместитель командующего Волховским фронтом А. А. Власов.
К концу марта 1942 года немецкое наступление в полосе действий 52-й армии (южная часть горловины и южнее) выдохлось, и со 2 по 8 апреля войска армии провели операцию по восстановлению собственных позиций, с первостепенной задачей взять опорный пункт Копцы, затем наступать на Тютицы и Подберезье. Однако части армии, потеряв за время этих боёв более 1800 человек, так и не выполнили этой задачи. С северной же части горловины весь март советские 267-я, 377-я, 378-я дивизии вели бои, отражая постоянные атаки 61-й и 215-й дивизий. В конце марта — начале апреля, напротив, немецкие части у Трегубово на реке Полисть отбивали мощное наступление 377-й стрелковой дивизии. Контратакуя, немецкие войска сумели 31 марта окружить соседнюю 378-ю стрелковую дивизию — её остатки вышли из этого частного окружения только 24 апреля.
В целом, после восстановления коммуникаций, продолжались такие же бои, что и ранее: 52-я армия пыталась прорвать оборону южнее прорыва, вела бои за Копцы, Любцы и другие опорные пункты, 59-я армия продолжала атаки выступа у Спасской Полисти. Однако при этом советским войскам уже пришлось отбивать атаки противника, направленные на ликвидацию горловины.
Положение войск 2-й ударной армии после того, как она была окружена, стремительно ухудшилось, а когда в конце марта — начале апреля началась распутица, по Волхову прошёл ледоход, войска армии получали уже крайне скудное снабжение. Оно осуществлялось либо посредством самолётов, либо по почти непроходимому для транспорта коридору; таким образом всё приходилось носить на руках по проложенным гатям, а затем и по проложенной узкоколейке, пропускная способность которой была крайне ограниченной, тем более, что почти ежедневно она повреждалась авиацией.
Уже в марте 1942 года начал ощущаться недостаток продовольствия. До этого времени, положение с продуктами было если не удовлетворительное, то сносное, тем более что было много лошадей, которых нечем было кормить, и они шли в пищу личному составу.
Из дневника П. П. Лопатина, командира взвода связи 632-го артиллерийского полка 4-й гвардейской стрелковой дивизии (запись от 1 апреля 1942 года):

С питанием стало совсем плохо. Утром суп из крошек сухарей, вечером то же.

Фуража практически совсем не доставляли, и лошадей кормили подножным кормом: распаривали ветки, доставали из под снега траву и мох.
Из воспоминаний И. И. Калабина, шофёра 839-го артиллерийского полка:

Ведь 90 % нашего транспорта — кони. Чем их кормить? Ни овса, ни сена…Остановится повозочный на ночлег, наломает в сани хвои, уснёт. Пока спит, пара его коней так искусно оглобли обглодает, как ни одному токарю не обработать. А бывало, что оба коня околеют с голодухи.

Санитарное состояние личного состава было весьма неудовлетворительным, был распространён педикулёз. Эвакуация раненых через коридор была затруднена по тем же причинам, что и доставка необходимого. Не имелось медикаментов и перевязочных средств.
Из воспоминаний E.И. Кузнецовой, фельдшера 19-й гвардейской стрелковой дивизии:

Перевязочного материала не хватало. Разденешь убитого, порвёшь его нижнее бельё — перевяжешь раненого. Жгутом служил ремень солдата, шиной — сук дерева. Тёплым одеялом — шинель убитого.

Вести боевые действия войскам армии было крайне затруднительно: невозможно было построить укрепления и землянки, не хватало боеприпасов.
Из воспоминаний П. П. Дмитриева, командира взвода управления 894-го артиллерийского полка 327-й стрелковой дивизии:

До тыловых складов было более 50 км, путь туда и обратно занимал 5-6 дней. А много ли принесёт человек, если каждый снаряд с зарядом весил 30 кг?

Наступление советских войск застопорилось. Ставка ВГК не без оснований полагала, что одной из весомых причин неудачи операции явилась несогласованность действий сил Волховского фронта и 54-й армии Ленинградского фронта. Другими словами, фронты начинали свои наступления не одновременно, а напротив, в разные периоды времени, что позволяло противнику успешно маневрировать войсками, поочерёдно отбивая атаки советских войск. 21 апреля Ставка ВГК приняла решение объединить с 23 апреля Волховский и Ленинградский фронты в составе Ленинградского фронта. Это решение оценивалось и оценивается сейчас, как неверное, поскольку по словам А. М. Василевского «Очень скоро выяснилось, что руководить девятью армиями, тремя отдельными корпусами и двумя группами войск, разделёнными занятой врагом зоной, не только трудно, но и невозможно».
Командование объединёнными войсками было поручено командующему Ленинградским фронтом М. С. Хозину и ему же 21 апреля 1942 года устно было поручено разработать план вывода 2-й ударной армии из котла. 30 апреля 1942 года военным советом Ленинградского фронта и Группы войск Волховского направления был отдан приказ о переходе 2-й ударной армии к обороне в связи с тем, что с армией фактически отсутствовали коммуникации и «всякое развитие её операции на Любань будет сдерживаться оглядкой на узкий проход между Спасской Полистью и Мясным Бором». Приказом предусматривался постепенный вывод войск 2-й ударной армии и продолжение атак 59-й армии на Спасскую Полисть.
Таким образом, наступательная операция советских войск закончилась. Началась операция по выводу из окружения 2-й ударной армии.

### Ленинградский фронт

#### Бои в районе Погостья. Первые попытки наступления 4—11 января
Ленинградский фронт перешёл в наступление силами 54-й армии 4 января 1942 года. Таким образом, несогласованность действий фронтов имела место с первых дней операции. Армия наступала, как ей и предписывалось декабрьской директивой Ставки в общем направлении на Тосно с рубежа, которого она достигла в ходе Тихвинской наступательной операции: Вороново — Малукса — южный берег болота Соколий Мох. На пути армии оборону на станции Погостье, железнодорожной насыпи на станции и близ неё держали 11-я и 269-я пехотные дивизии. В промёрзшей насыпи были оборудованы укрепления, пулемётные гнёзда и дзоты; подходы к насыпи были минированы и насыщены заграждениями.
Уже с середины декабря 1941 года 54-я армия вела бои в районе Погостья с переменным успехом. Так, с 15 декабря Погостье атаковала 281-я стрелковая дивизия. В первый день наступления успеха она не добилась, но на следующий день один из полков сумел перерезать железную дорогу рядом со станцией. 17 декабря дивизии удалось взять Погостье, но ненадолго: на следующий день немецкие войска контратакой выбили части дивизии из станции. 27 декабря 281-я стрелковая дивизия вновь перерезала дорогу в 2 км северо-восточнее Погостья, 80-я стрелковая дивизия перерезала дорогу у разъезда Жарок, а 311-я стрелковая дивизия у Посадникова Острова и у Ларионова Острова не только перерезала дорогу, но и с ходу прорвалась дальше к югу, за железную дорогу, и продвинулась в немецкий тыл.
Таким образом, наступление, предпринятое армией 4 января, явилось лишь очередным наступлением в ряду предшествующих. Армии удалось продвинуться в отдельных местах на расстояние до 4-5 км, но подошедшей 12-й танковой дивизией она была отброшена на исходные позиции.
Бои в полосе армии не прекращались до даты общего наступления. Так, 10—11 января 281-я стрелковая дивизия и 3-я гвардейская стрелковая дивизия штурмовали Погостье и прорвались на станцию, но были отброшены обратно.

#### Попытки наступления 13 — 17 января
54-я армия вновь перешла в наступление одновременно с войсками Волховского фронта 13 января на основании нового плана наступательной операции, в соответствии с которым через пять дней необходимо было овладеть Октябрьской железной дорогой и взять Тосно, однако не достигла успеха. В частности, бои армии характеризуют данные из журнала боевых действий 13-го гвардейского стрелкового полка:

13 января — три неудавшиеся атаки; 14 января — удалось просочиться за линию ж/д, вступили в рукопашный бой, но были отброшены; 15 января — из трёх батальонов скомплектован один с наличием активных штыков — 8 (!) человек; 16 января — полк получил пополнение — 170 человек.

Из журнала действий 54-й армии:

Соединения армии вели бои с противником по всему фронту. Прорвать оборону не смогли и фактически занимают прежнее положение. 285-я сд 14 января передовыми подразделениями овладела разъездом Жарок, но была выбита и отошла. (…) 281, 3 гв., 11, 285 сд понесли значительные потери. (…) Планы операции не были разработаны, разведка осветила район недостаточно, рекогносцировки проведено не было в связи с малым временем на подготовку операции.

#### Затяжные бои в конце января — начале марта
17 января наступление армии вообще прекратилось, как ввиду потерь, так и ввиду того, что попросту закончились боеприпасы.

Из штаба, по карте командовал армией генерал Федюнинский, давая дивизиям приблизительное направление наступления. Связь часто рвалась, разведка работала плохо. Полки теряли ориентировку в глухом лесу, выходили не туда, куда надо. Винтовки и автоматы нередко не стреляли из-за мороза, артиллерия била по пустому месту, а иногда и по своим. Снарядов не хватало…— Н. Н. Никулин. Воспоминания о войне
На тот момент времени армия занимала позиции по рубежу: гора Пушечная, Лодва, станция Малукса, станция Погостье, Посадников Остров, посёлок Новые Кириши. 311-я стрелковая дивизия действовала в тылу, за железной дорогой. До 11 февраля армия ведёт сравнительно частные бои, беспрерывно атакуя Погостье, Виняголово, осуществляя попытки перебраться через Мгу. Станция Погостье была освобождена, по-видимому, в конце января; более точную дату установить сложно.

Работая с воспоминаниями участников боев за Погостье, я ни разу не встречал даты полного освобождения ст. Погостье от немцев.

С 11 февраля армия, имея главной ударной силой вышедшую из окружения и пополненную 311-ю дивизию, при поддержке танков 122-й, а затем и 124-й танковых бригад, переходит в наступление. Весь оставшийся февраль и первую декаду марта 1942 года 54-я армия прогрызает оборону противника у Погостья и на юго-восток от него, а также западнее, 8 февраля прорвашись через железную дорогу к Виняголово. Бои велись за каждый опорный пункт, которые были оборудованы в деревнях, таких как Дубок, Шала, разъезде Жарок.

#### Наступление на Любань
26 февраля Ставка приказала усилить армию и не позднее 1 марта перейти в наступление, но уже не на Тосно, а согласно изменившимся в более реальную сторону планам — на Любань, где армия должна была соединиться с войсками 2-й ударной армии. 28 февраля в армию был передан 4-й гвардейский стрелковый корпус, усиленный 98-й танковой бригадой.
10 марта были достигнуты некоторые успехи: 285-я стрелковая дивизия преодолевает железную дорогу у разъезда Жарок; также сопротивление противника было сломлено в полосе 281-й, 198-й и 11-й дивизий. 12 марта введённая в бой свежая 294-я стрелковая дивизия с танками 16-й танковой бригады берёт деревню Шала, 14 марта 115-я и 285-я стрелковые дивизии наконец берут разъезд Жарок. Это наступление войск армии сорвало план немецкого наступления против Волховского фронта, запланированного на 13 марта, поскольку немецкое командование было вынуждено перебросить войска.
16 марта в бой был введён 4-й гвардейский стрелковый корпус, и армия продолжила наступление в направлении Любани на населённые пункты Кондуя, Смердыня, Кородыня, освободив которые, к концу марта сумела выйти к реке Тигода, что приблизительно в 15 километрах от Любани и в 30 километрах от войск 2-й ударной армии. Там противник, используя резервы, остановил войска армии. Все дальнейшие попытки прорвать немецкую оборону остались безуспешными, равно как и попытки расширения зоны прорыва по флангам.
Таким образом, 54-я армия не смогла соединиться в Любани с войсками Волховского фронта, и операция в целом была обречена; в середине апреля армия перешла к обороне. Результатом действий армии в течение 4 месяцев стал прорыв обороны по железной дороге и захват территории в глубину до 20 километров, по фронту до 22 километров. Горловина прорыва по железной дороге составляла всего 15 километров, из них 8 — болота.

###### Авиация фронтов
На основе ВВС Ленинградского фронта были сформированы ВВС Волховского фронта. В начале января 1942 года они были пополнены шестью авиационными полками, которые были укомплектованы в основном устаревшими легкомоторными самолётами По-2, Р-5 и Р-Z. Эти самолёты составляли примерно половину всего самолётного парка Волховского фронта, насчитывающего 211 самолётов. Применение этих машин возможно было только ночью, так как днем они становились легкой добычей вражеских истребителей. Поддерживать наземные войска и применяться в качестве ударной силы для разрушения оборонительных укреплений противника эти самолёты не могли. Командующим ВВС Волховского фронта был назначен Герой Советского Союза генерал-майор авиации И. П. Журавлев.
В составе ВВС Ленинградского фронта, на 12 январе 1942 года, находилось 139 исправных самолёта, ВВС Балтийского флота, привлекавшиеся к поддержке наземных войск, имели 91 исправный самолёт. Этого количества самолётов было крайне мало для обеспечения наступательной операции сухопутных войск, к тому же часть самолётов-истребителей использовалась для прикрытия Ладожской трассы. По своему базированию и району боевых действий авиация фронта и авиация флота делились на ленинградскую и восточную группы.
В этот период было замечено значительное увеличение железнодорожных перевозок противника, что потребовало ВВС Ленинградского фронта выделить силы для нарушения работы вражеских коммуникаций. Однако самолётов-бомбардировщиков для этой цели не хватало и поэтому авиация действовали мелкими группами, нанося удары по наиболее чувствительным местам. С 20 января по 22 февраля было подвергнуто бомбардировкам 20 железнодорожных станций.
Главной задачей нашей авиации было прикрытие наступающих соединений от ударов вражеской авиации. Военно-воздушные силы Ленинградского фронта в этот период поддерживали войска 54-й и 55-й армий. ВВС Волховского фронта обеспечивали наступление 2-й ударной армии.
В конце декабря 1941 года под Ленинградом было около 200 немецких самолётов, а в марте 1942 года их стало около 400. В ВВС Волховского фронта самолёты-истребители составляли лишь 25 % всей авиации фронта. Только в конце марта ВВС фронта были усилены авиацией резерва Главного Командования. Основная тяжесть борьбы с вражеской авиацией легла на летчиков Ленинградского фронта и Балтийского флота.
За месяц, с 22 февраля по 21 марта 1942 года, летчики Ленинградского фронта и Балтийского флота провели 62 воздушных боя и сбили 72 самолёта противника. Наши потери составили 14 самолётов. Были совершены множественные бомбардировки аэродромов Красногвардейск и Сиверская, где располагалась вражеская авиация. Было уничтожено 40 немецких самолётов.

## Итоги операции
Операция 2-й ударной, 52-й, 59-й и 54-й армий оказала заметную поддержку защитникам Ленинграда, которые могли не выдержать нового штурма, оттянула на себя более 15-ти дивизий противника (в том числе 6 дивизий и одна бригада были переброшены из Западной Европы), позволила советским войскам под Ленинградом захватить инициативу. При этом немецкое командование не планировало на начало 1942 года какие-либо действия по штурму Ленинграда. В этом смысле более объективной представляется версия о том, что советское наступление сорвало планируемое на весну — лето повторное наступление немецких войск на Тихвин с целью их соединения с финскими войсками на Свири. По-видимому, это стало единственным оперативным достижением советских войск.
Командование 18-й немецкой армии отмечало, что «если бы этот прорыв сочетался с фронтальным ударом Ленинградского фронта, то значительная часть 18-й армии была бы потеряна, а остатки её были бы отброшены на запад». Однако Ленинградский фронт не мог тогда нанести встречный удар.
С точки зрения достижения целей, которые советское командование наметило для операции, она окончилась провалом на всех направлениях. Территориальные приобретения свелись к нескольким плацдармам на Волхове и небольшом вклинении в районе Погостья. Не были выполнены ни минимальная задача в виде разгрома группировки немецких войск на Волхове, ни деблокада Ленинграда, ни тем более глобальная задача в виде разгрома Группы армий «Север» и выхода на фронт у Луги.

## Причины неудачи операции
Неудачное завершение Любанской операции явилось результатом как объективных, так и субъективных причин. К объективным причинам относятся, прежде всего, значительный перевес врага в технических средствах и обеспеченности боеприпасами, несмотря на многократное преимущество советской армии в личном составе, а также ошибки советского командования в организации боевых действий, причём на всех уровнях. В связи с этим участник боёв у Мясного Бора маршал авиации А. П. Силантьев отмечал:

Когда 2-я ударная армия гибла в волховских болотах, мы видели, что это результат просчета и Верховного Главнокомандования. Я полгода висел над этой армией и потерял там много боевых товарищей. Гибель армии была величайшей трагедией тысяч солдат и офицеров, всю вину за которую потом свалили на изменника генерала Власова. Нелепо оправдывать предателя, но истина в том, что армия ему досталась уже в катастрофическом состоянии.

По мнению историка Б. И. Гаврилова, судьбу 2-й ударной армии во многом определили просчёты в планировании всей зимней кампании 1942 году, допущенные Ставкой и лично И. В. Сталиным: выдвигались нереальные сроки проведения важнейших операций, а необеспеченные материальными и людскими ресурсами стратегические резервы распылялись по нескольким фронтам и направлениям. Это привело к катастрофам под Вязьмой, в Крыму, под Харьковом, в Мясном Бору, а затем завершилось прорывом немцев к Сталинграду и Кавказу. В частности:

Невысокий уровень стратегического руководства применительно к Волховскому фронту проявился в приказе Ставки ввести 2-ю ударную армию в узкую щель, едва пробитую в обороне врага. Глубоко ошибочными оказались и дальнейшие распоряжения Сталина, когда неосмотрительная поспешность сменилась чрезмерным промедлением с приказом о выводе армии из окружения. Может быть, Сталин сознательно жертвовал окруженной армией, рассчитывая до последней возможности отвлекать на неё вражеские войска непосредственно из-под Ленинграда? Отрицательную роль в проведении Любанской операции сыграла также неспособность Ставки наладить взаимодействие Волховского фронта с 54-й армией Ленинградского фронта, между тем как именно обеспечение взаимодействия фронтов и составляет одну из прямых функций Ставки. План общего наступления 54-й и 2-й ударной армий Ставка разработала только к 28 февраля, когда наступление волховцев на Любань уже выдохлось. Другим крупным просчётом Сталина явилось решение ликвидировать Волховский фронт, что в свою очередь имело тяжёлые последствия.

К субъективно-объективным факторам относится слабая профессиональная подготовка представителей высшего и среднего командного состава, что усугубило все прочие недостатки в осуществлении Любанской и других операций 1942 года.
К субъективному фактору относится негативное воздействие на руководство волховских армий со стороны представителей Ставки в штабе Волховского фронта Л. З. Мехлиса, К. Е. Ворошилова и Г. М. Маленкова. Подчеркивается, что их задача заключалась не в координации действий Волховского и Ленинградского фронтов, а в оказании давления на К. А. Мерецкова и командующих армиями, чтобы «любой ценой» выполнить приказы И. В. Сталина. Это приводило к неоправданным потерям в людях и средствах. По мнению Б. И. Гаврилова:

Представители Ставки ничем не улучшили положение Волховского фронта и 2-й ударной армии. Мехлис, Ворошилов и Маленков по своим способностям могли выполнять лишь задачи партийных комиссаров, но непосредственное руководство войсками было выше их сил.

Историк Н. Б. Олейник выделяет следующие причины неудачи операции: ошибочная оценка ситуации на советско-германском фронте в целом, реорганизация Волховского фронта, неподготовленность как командования и личного состава, так и экономики страны к операции, слишком сжатые сроки, отсутствие согласованности фронтов, крупные недочёты в управлении войсками, отсутствие внимания к подготовке и контрдействиям противника, отсутствие надлежащей дорожной сети.
Командующий Ленинградским фронтом и группой войск волховского направления Ленинградского фронта (расформированного Волховского фронта) М. С. Хозин видит причины поражения в действиях всех уровней управления войсками (Ставки и командного состава армий), кроме уровня фронта.
Американский историк Дэвид Гланц проводит аналогию с другими наступательными операциями РККА в зимне-весенний период 1941-42 годов, также закончившимися неудачно при значительных потерях. К таким операциям, по мнению Гланца, относятся:
- - Демянская наступательная операция (1 марта — 30 апреля)
  - Ржевско-Вяземская стратегическая наступательная операция (7 января — 18 февраля)
  - Болховская операция (24 марта — 3 апреля)
  - Курско-Обоянская операция (3 — 26 января)
  - Барвенково-Лозовская операция (7 января — 30 апреля)
  - Крымское наступление (27 февраля — 15 апреля 1942 г.)

Причиной неудач советских наступлений, по мнению Гланца, стала общая недооценка Ставкой ВГК сил вермахта и переоценка возможностей Красной Армии, а также распыление сил РККА на множество направлений.

## Потери
Согласно исследованию «Россия и СССР в войнах XX века», безвозвратные потери Волховского фронта и 54-й армии Ленинградского фронта во время Любанской операции с 7 января по 30 апреля 1942 года составили 95 064 человек, санитарные — 213 303 человек, всего — 308 367 человек (94,67 %). Таким образом, за время операции не погиб, не попал в плен или не был ранен только один из двадцати человек (5,33 %).
Официальная цифра оспаривается. Так, некоторые историки оценивают потери советских войск в 156—158 тысяч человек погибших (с учётом последовавшей операции по выводу из окружения 2-й ударной армии).
Немецкие потери были существенно меньше, но установить их не удалось. Можно судить об общих немецких потерях по данным о потерях отдельных частей и подразделений. Так, 215-я пехотная дивизия, которая находилась на острие прорыва 2-я ударная армия|2-й ударной армии, за период с 23 ноября 1941 года (принимала участие в боях против 52-й армии в ходе обороны в районе Малой Вишеры) до 18 июля 1942 года (то есть принимала участие в боях по уничтожению остатков 2-й ударной армии) потеряла всего 961 человека убитыми (среди них 20 офицеров), 3119 ранеными (из них 64 офицера), 180 пропавшими без вести (унтер-офицеры и солдаты). Для сравнения, прибывшая несколько позднее на Волхов 376-я стрелковая дивизия, имевшая к началу операции 10 530 человек личного состава, на 1 июня 1942 года насчитывала только 4580 человек, при этом за время операции дивизия четырежды пополнялась (если исходить из того, что 1248-й стрелковый полк получил 3947 человек пополнения, то можно говорить о том, что три полка и иные подразделения получили по самым скромным оценкам не менее 10 000 человек). Также о потерях немецких войск можно судить по потерям всей группы армий «Север» с января по апрель 1942 года, которые составили 103 773 человека убитыми, ранеными и пропавшими без вести. Но при этом следует иметь в виду, что помимо боёв в ходе Любанской операции, группа армий «Север» в тот период вела тяжёлые и кровопролитные бои под Демянском и Холмом, отражая наступление советских войск, а также удерживала кольцо вокруг Ленинграда и вокруг Ораниенбаумского плацдарма.

### Комментарии
1. ↑  Фактически — Сталин и Шапошников
2. ↑  К началу лета 1942 все планы Сталина окончились провалом: снять блокаду Ленинграда не удалось, при этом полностью погибла 2-я ударная армия; наступление под Харьковом закончилось окружением войск под Барвенково, что открыло немцам путь на Волгу и Кавказ (Операция «Блау»); Керченская десантная операция провалилась, Крымский фронт был разбит и сброшен в море. В июле пал Севастополь.
3. ↑  8 июня 1942 года М. С. Хозин был снят с должности командующего Ленинградского фронта с формулировкой «За невыполнение приказа Ставки о своевременном и быстром отводе войск 2-й ударной армии, за бумажно-бюрократические методы управления войсками, за отрыв от войск, в результате чего противник перерезал коммуникации 2-й ударной армии и последняя была поставлена в исключительно тяжёлое положение»[34]
4. ↑  В ноябре 2015 Дэвид Гланц был награждён медалью Министерства обороны России «За укрепление боевого содружества» за объективное освещение роли Красной Армии во Второй мировой войне[35].
5. ↑  Сталинская доктрина «Наступления по всему фронту» применялась и в дальнейшем в ходе войны, что зачастую приводило к неоправданным потерям при ограниченных результатах[38].

### Мемуары
- Трагедия Мясного Бора: Сборник воспоминаний участников и очевидцев Любанской операции / Сост. Иванова И. А.. — СПб., 2005. — 463 с. — ISBN 5-7325-0849-X.
- Василевский А. М. Дело всей жизни. — М.: Политиздат, 1978. — 552 с.
- Гальдер Ф. От Бреста до Сталинграда. Военный дневник. Ежедневные записи начальника генерального штаба сухопутных войск 1941—1942 годов. — Смоленск: Русич, 2001. — 656 с. — (Мир в войнах). — ISBN 5-313-00026-8.
- Стахов Х. Г. Трагедия на Неве. Шокирующая правда о блокаде Ленинграда. 1941-1944 / Пер. Ю. Лебедева. — М.: Центрполиграф, 2008. — 416 с. — (За линией фронта. Мемуары). — ISBN 978-5-9524-3660-2.
- Хозин М. С. Об одной малоисследованной операции. // Военно-исторический журнал. — 1966. — № 2.
- Хаупт В. Группа армий «Север». Бои за Ленинград. 1941 - 1944 / Пер. Е. Захарова. — М.: Центрполиграф, 2005. — 384 с. — (За линией фронта. Мемуары). — ISBN 5-9524-1672-1.

### Исторические исследования
- Агапов М. М. Любанская операция (ход боевых действий и мужество воинов). Часть 1 Наступательная операция (07.01.1942 г.- 30.04.1942 г.) М.2005 −294с.; Часть 2 Оборонительная операция и операция по выводу войск 2-й ударной армии из окружения (30.04.1942 г.-10.07.1942 г.) М:Комтехпринт 2010 — 311с; Часть 3 Документы Ставки ВГК, Генерального штаба Красной Армии и фронтов (имеющие отношение к Любанской операции) М:Комтехпринт 2009—156 с.
- Гаврилов Б. И. «Долина смерти». Трагедия и подвиг 2-й ударной армии. — М.: ИРИ РАН, 1999. — 304 с. — ISBN 5-8055-0057-4.
- Гаврилов Б. И. Через «Долину смерти»:  подвиг и трагедия воинов Волховского фронта, январь — июнь 1942 года. — М.: ИРИ РАН, 2002. — Т. 1. Воспоминания и материалы. — 298 с.
- Гуркин В. В., Круглов А. И. Жупел Мясного бора: О Любанской наступательной операции и выводе войск 2-й ударной армии из окружения в 1942 г. // «Военно-исторический журнал». — 1999. — № 5. — С.18-25.
- Жеребов Д. К. Любанская операция 1942 года. // «Новый часовой». — 1999. № 8/9. — С.180-189.
- Исаев А. В. Краткий курс истории ВОВ. Наступление маршала Шапошникова. — М.: Эксмо, 2005. — 384 с. — ISBN 5-699-10769-X.
- Кривошеев Г. Ф. Россия и СССР в войнах XX века. Потери вооружённых сил: Статистическое исследование. — М.: Олма-Пресс, 2001. — 320 с. — ISBN 5-17-024092-9.
- Любанская наступательная операция: Январь-июнь 1942 г. Боевые действия Второй ударной армии / Сост.: Крупица К. К., Иванова И. А. — СПб.: ИНКО, 1994. — 127 с.
- Мосунов В. А. Битва в тупике. Погостье. 1941—1942. — М.: Пятый Рим, 2017. — С. 240. — ISBN 978-5-9908265-6-4.
- Шигин Г. А. Битва за Ленинград: крупные операции, «белые пятна», потери / Под ред. Н. Л. Волковского. — СПб.: Полигон, 2004. — 320 с. — ISBN 5-17-024092-9.
- David Glantz. The Soviet-German War 1941-1945: Myths and Realities: A Survey. (англ.) // 20th Anniversary Distinguished Lecture at the Strom Thurmond Institute of Government and Public Affairs. Clemson, South Carolina. (sti.clemson.edu). — 2001. Архивировано 11 октября 2001 года.
- Авторский коллектив. Подвиг 2-й ударной армии. Любанская наступательная операция / под общей редакцией А. В. Драбкина. — М.: Яуза-каталог, 2022. — 704 с. — 1500 экз. — ISBN 978-5-00155-517-9.

### Художественная литература
- Гагарин С. С. Мясной Бор. — СПб.: Воениздат, 1991. — 607 с. — ISBN 5-203-00936-8.

## Фотоматериалы
- Георг Гундлах. Волховская битва. Документы ужаса: 1941—1942 год. Фотоальбом. 1942.

### Видео
- Вторая Ударная. Преданная армия Власова Документально-публицистический фильм А. Пивоварова (2011).